# Victor Margueritte
Victor Margueritte (Blida, 1º dicembre 1866 – Monestier, 23 marzo 1942) è stato uno scrittore francese.

## Biografia
Fratello di Paul Margueritte (1860-1918), entrambi  nati in Algeria, figli del generale Jean Auguste Margueritte (1823-1870)
Presidente della Société des gens de lettres (1906-1908)

## Opere
- Prostituée (1907)
- Le Talion (1908)
- Jeunes Filles (1908)
- Le Petit roi d'ombre (1909)
- Le Talion (1909)
- L'Or (1910)
- Le Journal d'un moblot (1912)
- Les Frontières du Cœur (1912)
- La Rose des ruines (1913)
- La Terre natale (1917)
- La bétail humain (1920)
- Un cœur farouche (1921)
- Le Soleil dans la geôle (1921)
- The Bachelor Girl (1922)
- Le Compagnon (1923)
- Le Couple (1924)

- Vers le bonheur. Ton corps est à toi (1927)
- Vers le bonheur. Le Bétail humain (1928)
- Vers le bonheur. Le Chant du berger (1930)
- Non ! roman d'une conscience (1931)
- Debout les vivants ! (1932)
- Nos égales. Roman de la femme d'aujourd'hui (1933)
- Du sang sur l'amour (1934)
- Babel (1934)
- Pour mieux vivre (1914)
- J.-B. Carpeaux (1914)
- Au bord du gouffre, août-septembre 1914 (1919)
- La Voix de l'Égypte (1919)
- La Dernière Guerre: les Criminels (1925)
- Jean-Jacques et l'amour (1926)
- La Patrie humaine (1931)
- Un grand Français. Le général Margueritte. Con pagine di Paul Margueritte prese da: Mon père. Centenaire algérien (1960)
- Aristide Briand (1932)
- Les Femmes et le désarmement et de l'immortalité en littérature (1932)
- Avortement de la S.D.N. (1936)
- Le cadavre maquillé. la S.D.N. (1936)
- La Belle au bois dormant (1896)
- La Double méprise, ou le Pire n'est pas toujours certain
- Au Fil de l'heure (1896)
- L'Imprévu
- La Mère
- Nocturnes (1944)
- La Pariétaire (1896)
- Le Carnaval de Nice (1897)
- Poum, aventures d'un petit garçon (1897)
- Une époque (4 volumi, 1897-1904)

Con Paul Margueritte
- Le désastre (Metz, 1870)
- Les tronçons du glaive (La défense nationale, 1870-71)
- Les braves gens (Épisodes, 1870-71)
- La Commune (Paris, 1871)
- Femmes nouvelles (1899)
- Le Poste des neiges (1899)
- Mariage et divorce (1900)
- Les Deux Vies (1902)
- Le Jardin du Roi (1902)
- L'Eau souterraine (1903)
- Zette, histoire d'une petite fille (1903)
- Histoire de la guerre de 1870-71 (1903)
- Le Prisme (1905)
- Quelques idées: le mariage libre, autour du mariage, pèlerins de Metz, l'oubli et l'histoire, les charges de Sedan, l'officier dans la nation armée, l'Alsace-Lorraine (1905)
- Le Cœur et la loi
- Sur le vif (1906)
- Vanité (1907)
- L'Autre
- Nos Tréteaux. Charades de Victor Margueritte. Pantomimes de Paul Margueritte (1910)
- Les Braves Gens. La Chevauchée au gouffre (Sedan) (1935)